# امینه پاکروان
آمینه پاکروان (۱۸۹۳–۱۹۵۸) تاریخ‌دان ایرانی، نویسنده و استاد دانشگاه بود. او همسر فتح الله پاکروان دیپلمات دوران قاجار و پهلوی و مادر سرلشکر حسن پاکروان دومین رئیس ساواک است.
نخستین کتاب پژوهشی تاریخی امینه پاکروان به نام «شاهزاده گمنام (امیر بی‌تاریخ)» در ۱۹۴۴ در فرانسه چاپ شد و جایزه ریوارول را از آن خود کرد. پس از آن آثار پژوهشی بیشتری دربارهٔ تاریخ به ویژه ایران در قرن نوزدهم منتشر کرد که بارها تجدید چاپ شده‌اند.
او مدتی درس‌های ادبیات فرانسه و تاریخ هنر را در دانشگاه تهران تدریس می‌کرد و در شناساندن نگارگری ایرانی (مینیاتور) به اروپاییان تلاش بسیاری کرد و کنفرانس‌های زیادی به زبان‌های گوناگون برپا کرد.

## زندگی‌نامه
امینه در سال ۱۸۹۳ در پاریس زاده شد. مادرش ادیبی اتریشی تبار به نام آلیس آن هرتسفلد بود و پدرش سیاست‌مداری ایرانی به نام حسن خان، مدتی سفیر ایران در عثمانی بود. امینه نوجوانی را در استانبول گذراند و همان‌جا با یک مرد سیاسی مسلمان ازدواج کرد. پس از آن سال‌هایی را در ایران، مصر، اتریش، آلمان، فرانسه، ترکیه، و بلژیک گذراند.
او با نام مستعار «ایران دخت» مقاله‌هایی دربارهٔ ایران در نشریه‌های قاهره می‌نوشت و با همین نام در مصر مشهور شده بود. پس از مرگ همسر اولش و دومین ازدواج، به ایران رفت و مدتی درس‌های ادبیات فرانسه و تاریخ هنر را در دانشگاه تهران تدریس کرد و کتاب‌های تاریخی پرارزشی دربارهٔ ایران چاپ کرد. 
امینه پاکروان در ژوئیه ۱۹۵۸ در ۶۵ سالگی بر اثر سرطان درگذشت.